# Synaphopterella patula
Synaphopterella patula (лат.) — ископаемый вид перепончатокрылых насекомых из семейства Anomopterellidae (Evanioidea). Обнаружены в юрских отложениях Центральной Азии (около 160 млн лет; Daohugou Village, Shantou Township, Ningcheng County, Внутренняя Монголия, Китай). Типовой вид рода Synaphopterella.

## Описание
Мелкие наездники: длина тела около 4,7 мм, длина переднего крыла около 4 мм.
Усики из 14 члеников. Мезосома короткая, переднеспинка и проподеум оба короткие. Переднее крыло с 2r‑rs соединяющейся с птеростигмой около вершины; 1r‑rs рудиментарная (1-M отсутствует), 3r‑m и 2m-cu соединены, 1-Cu субвертикальная и примерно равна по длине 1cu‑a. Ячейка cu-a интерстициальная. Отличается относительно широким петиолярным первым метасомальным сегментом (соотношение его длины и ширины = 1,3). Переднее крыло с жилкой Rs+M достигающей 1m-cu. Усики толстые. Мезонотум с поперечными килями. Передние крылья с широкой костальной областью. Жилка 2r-rs соединяется с птеростигмой апикально; имеются только одна поперечная жилка r-m (3r-m) и две ячейки mcu. Первый метасомальный сегмент базально суженный. Яйцеклад короткий. Вид был впервые описан по отпечаткам в 2013 году российским палеоэнтомологом Александром Павловичем Расницыным (ПИН РАН, Москва) и его китайскими коллегами (Longfeng Li, Chungkun Shih, Dong Ren; College of Life Sciences, Capital Normal University, Пекин, Китай). Родовое название происходит от сочетания слов «synaphes» (контактирующий; так как 3r‑m и 2m-cu соединены) и имени рода Anomopterella. Видовое название дано по причине хорошо сохранившегося жилкования передних крыльев («patula» — расширенный).